# Ƶ
Ƶ (minuscola: ƶ) è una lettera dell'alfabeto latino, derivata dalla z aggiungendo una barra. Era usata nell'alfabeto Jaŋalif usato per scrivere la lingua tatara nella prima metà del ventesimo secolo, per rappresentare una fricativa post-alveolare (IPA: ʒ).
Ƶ viene usata anche da matematici, scienziati, e ingegneri come variante della z in equazioni scritte a mano per non confonderla con il numero 2.
I tedeschi e gli italiani usano spesso questa lettera per scrivere la Z nella scrittura a mano (es: zona → ƶona). In polacco, la Ƶ è usata come grafia alternativa di Ż.
Il codice Unicode di Ƶ è 01B5, mentre quello di ƶ è 01B6.